# Che Chew Chan
Che Chew Chan (1 de octubre de 1982) es una deportista malasia que compitió en taekwondo. Ganó una medalla de plata en el Campeonato Asiático de Taekwondo de 2008 en la categoría de –72 kg.

## Palmarés internacional
| Campeonato Asiático | Campeonato Asiático | Campeonato Asiático | Campeonato Asiático |
| Año                 | Lugar               | Medalla             | Categoría           |
| ------------------- | ------------------- | ------------------- | ------------------- |
| 2008                | Luoyang (China)     | Medalla de plata    | –72 kg              |